# Павилоста
Павилоста (произношение) (на латвийски: Pāvilosta) е град в западна Латвия, намиращ се в историческата област Курземе и в административен район Лиепая. Градът е разположен на Балтийско море, между двете големи пристанища Лиепая на 54 km и Вентспилс на 70 km. Павилоста се намира на 240 km от столицата Рига. Населението му е 894 жители (по приблизителна оценка от януари 2018 г.).